# Rianápolis
Rianápolis é um município brasileiro do estado de Goiás situado na região do Vale do São Patrício.
A partir de 1941 foram criadas diversas colônias agrícolas no estado de Goiás. Nesta época, Bernardo Sayão deu inicio a construção da Rodovia Federal, a Transbrasiliana, atual Belém Brasília BR-153. 
Na região onde hoje está Rianápolis foi improvisado um pequeno campo de aviação devido à topografia ser favorável, logo em seguida os primeiros moradores fixaram residência.

## História
A formação do povoado que deu origem à sede municipal iniciou-se no início da década de 1940, às margens da estrada que ligava Jaraguá à Colônia Agrícola Nacional de Goiás (atual Ceres), nas proximidades do campo de pouso servindo de ponto de ″pernoite″ para os viajantes e trabalhadores.
A ideia de formação do povoado corporificou-se, construindo casas rústicas de pau-a-pique cobertas de folhas de buriti, sendo pioneiros da localidade, João Pereira da Silva (fazendeiro), Antônio Morais Rodrigues (fundador do município, fazendeiro e latifundiário), Benjamim Pereira da Silva (um mineiro erradicado goiano, que pertencia a família detentora sobre os direitos de nome da fazenda Bom Sucesso, uma extinta e antiquíssima fazenda de gado leiteiro nas regiões de Uberlândia-MG e Buriti Alegre-GO),  Irineu de Almeida Pina (farmacêutico), Benedito Morais Bueno (vereador, genro de João Pereira da Silva e sobrinho de Antônio Morais e Diógenes Peixoto dos Santos, era primo irmão de Geraldo de Morais Bueno, por via paterna os dois eram descentes do bandeirante Bartolomeu Bueno da Silva, e de Dona Umbelina Teixeira de Morais, era também cunhado de Benjamim Pereira da Silva, através de seu casamento com Dona Maria Delfina de Morais), José Ribas Gomes, Diógenes Peixoto dos Santos (latifundiário, fazendeiro), Geraldo de Morais Bueno (primeiro Presidente da Câmara), Antônio Gricôn e Silva (prefeito, orador), emprestou seu nome para a construção do Colégio Gricôn e Silva, um dos mais respeitados da região), Dona Alzira Vieira (famosa pensionista) e Estevam Macarraw. Com uma pequena casa comercial e uma pensão.
Devido à grande movimentação de viajantes e à boa localização, o povoado, conhecido por ″Campo de Aviação″, cresceu espontaneamente, erguendo-se ali uma capela consagrada a São Sebastião, padroeiro local.
Bastante desenvolvido, o lugarejo passou à condição de Município, pela Lei Estadual nº 2428, de 18 de dezembro de 1958, com o novo topônimo de Rianápolis, decorrente de sua situação entre Rialma e Anápolis, dando-se a instalação em 1º de janeiro de 1959. 

## Formação Administrativa
Elevado à categoria de município e distrito com a denominação de Rianápolis, pela Lei Estadual n.º 2.428, de 18-12-1958, desmembrado de Jaraguá. Sede no povoado de Campo da Aviação, atual distrito de Rianápolis. Constituído do distrito sede. Instalado em 01-01-1959. 
Em divisão territorial datada de 1-VII-1960, o município é constituído do distrito sede. Instalado em 01-01-1959. 
Assim permanecendo em divisão territorial datada de 2017.

## Geografia
Sua população estimada em 2019 foi de 4.801 habitantes.

## Educação
Em 2015, os alunos dos anos inicias da rede pública da cidade tiveram nota média de 6.2 no IDEB. Para os alunos dos anos finais, essa nota foi de 4.8. Na comparação com cidades do mesmo estado, a nota dos alunos dos anos iniciais colocava esta cidade na posição 42 de 246. Considerando a nota dos alunos dos anos finais, a posição passava a 120 de 246. A taxa de escolarização (para pessoas de 6 a 14 anos) foi de 98.6 em 2010. Isso posicionava o município na posição 62 de 246 dentre as cidades do estado e na posição 1139 de 5570 dentre as cidades do Brasil. 

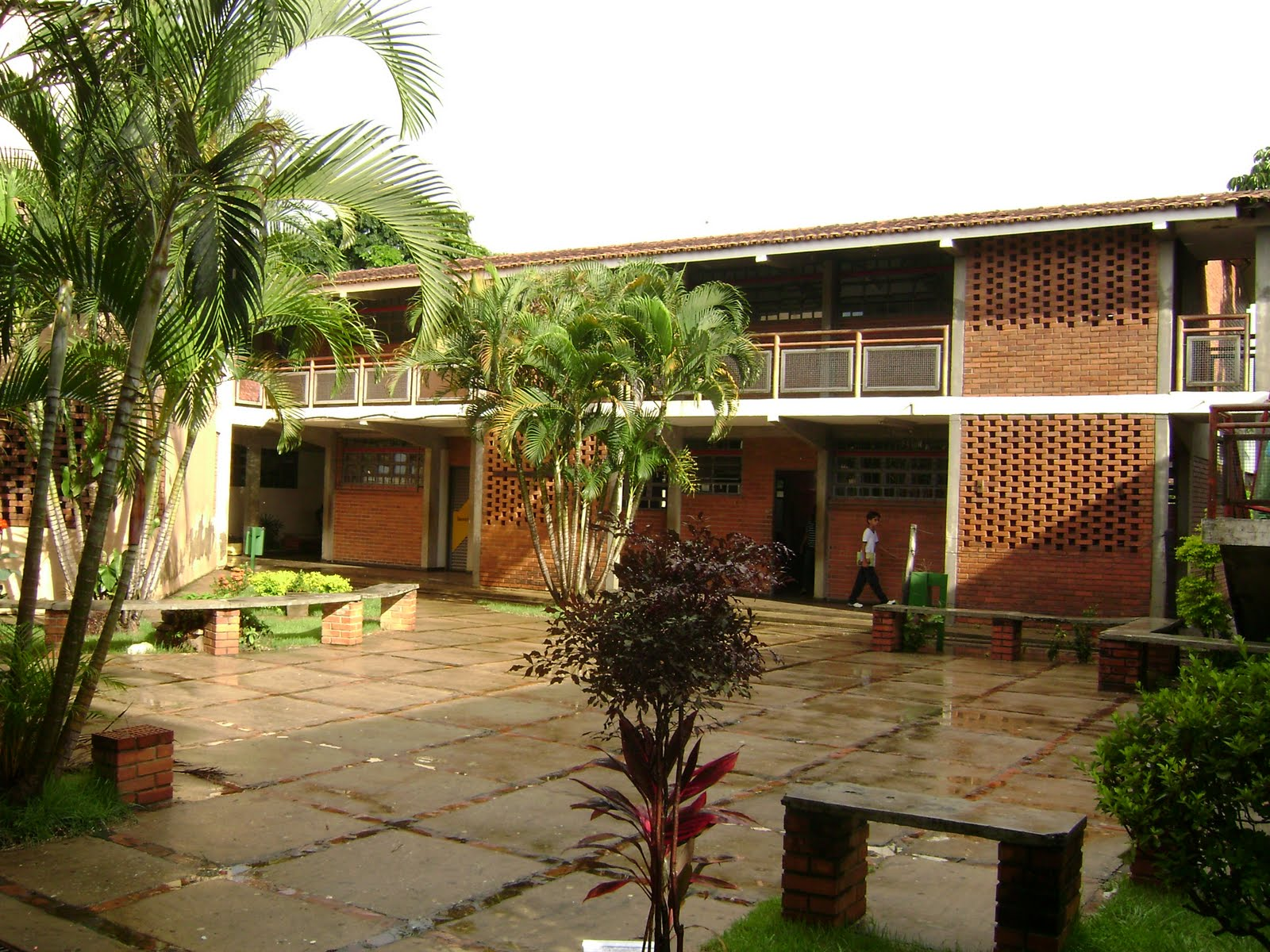
Colégio Estadual Gricon e Silva

## Trabalho e rendimento
Em 2016, o salário médio mensal era de 2.4 salários mínimos. A proporção de pessoas ocupadas em relação à população total era de 16.3%. Na comparação com os outros municípios do estado, ocupava as posições 29 de 246 e 76 de 246, respectivamente. Já na comparação com cidades do país todo, ficava na posição 648 de 5570 e 1787 de 5570, respectivamente. Considerando domicílios com rendimentos mensais de até meio salário mínimo por pessoa, tinha 33.2% da população nessas condições, o que o colocava na posição 161 de 246 dentre as cidades do estado e na posição 3981 de 5570 dentre as cidades do Brasil.

## Economia
A principal fonte de economia da cidade é a Empresa LACEL - Laticínios Ceres Ltda. Outra fonte de recursos é a lavoura, onde se destaca a criação de gado, plantação de melancia, avicultura e comércio local, outra grande fonte de renda fica por conta do comércio local.

## Saúde
A taxa de mortalidade infantil média na cidade é de - para 1.000 nascidos vivos. As internações devido a diarreias são de 0.4 para cada 1.000 habitantes. Comparado com todos os municípios do estado, fica nas posições 1 de 246 e 163 de 246, respectivamente. Quando comparado a cidades do Brasil todo, essas posições são de 1 de 5570 e 3606 de 5570, respectivamente.

## Religião
A população rianápolina é majoritariamente católica, porém com diversas correntes protestantes espalhadas pela cidade. O padroeiro é São Sebastião.

## Feriados
Em Rianápolis, há quatro feriados municipais, que são: a Sexta-Feira Santa, que ocorre sempre em março ou abril; o Corpus Christi, que sempre é realizado na quinta-feira seguinte ao domingo da Santíssima Trindade; o dia do padroeiro de Rianápolis, São Sebastião, comemorado em 20 de janeiro; e o aniversário da cidade, que ocorre no dia 18 de dezembro.